# Un cargo pour l'Afrique
Pour plus de détails, voir Fiche technique et Distribution.

Un cargo pour l'Afrique est un film québécois réalisé par Roger Cantin, sorti en 2009 et distribué par K-Films Amérique

## Synopsis
De retour au Canada après un exil de 20 ans en Afrique, où il s'est consacré à des tâches humanitaires, Norbert, ancien révolutionnaire, ne souhaite que retourner chez lui. Pris dans le système bureaucratique canadien, il envisage d'embarquer clandestinement sur un cargo. Avant de partir, il fait la rencontre d'un jeune garçon, Christophe, un jeune délinquant qui insiste pour trouver une famille à Trotsky, le singe capucin que Norbert doit abandonner avant de prendre le bateau. Christophe convainc Norbert d'aller placer Trotsky au zoo et de le laisser au passage chez sa mère, près de Québec, où Norbert devra attraper le cargo qui est parti sans lui.

## Fiche technique
- Réalisation : Roger Cantin
- Conseillers à la scénarisation : Ken Scott ; Gérard Therrien
- Production : Rock Demers ; Chantal Lafleur
- Société de production : Productions La Fête
- Budget : 1,5 M$
- Distribution : K-Films Amérique
- Genre : Comédie dramatique
- Pays d'origine  : Québec
- Durée : 1h30
- Visa : Général
- Société de production : Productions La Fête

## Distribution
- Pierre Lebeau : Norbert
- Julien Adam : Christophe
- Louise Richer : Mme Greesall
- Alexis Martin : inspecteur de l'immigration
- Manuel Aranguiz : patron du King
- Carl Alacchi : Lucien
- Marie-Ange Barbancourt : Véronique
- Ayana O'Shun

## Autour du film
Un Cargo pour l'Afrique est le septième, et à ce jour dernier, long-métrage réalisé par Roger Cantin pour le cinéma.  Alors que Roger Cantin avait jusque là réalisé des films pour enfants et des comédies fantaisistes, il adopte ici un ton plus dramatique.    
Un Cargo pour l'Afrique sort huit ans après son film précédent La Forteresse suspendue.  Il marque également la troisième collaboration entre Cantin et le producteur Rock Demers, après La Guerre des tuques, dont Cantin est l'un des scénaristes, et La Forteresse suspendue, que Cantin avait écrit et réalisé.  Le scénario du film connait plusieurs versions et le financement s'est avéré laborieux.
Le film est présenté en première dans le cadre de la compétition officielle du Festival des films du monde de Montréal, où il sera d'ailleurs le seul film du Canada en compétition.  Il remporte le  prix du film canadien le plus populaire.  Il est aussi présenté dans divers festivals de films pour la jeunesse comme le CineKid d'Amsterdam et le Festival du film pour l’enfance et la jeunesse d’Olympie en Grèce, ou il reçoit le prix du meilleur scénario.  Il récolte aussi le Prix spécial du Jury au 15ième Festival International du film pour enfants de Mexico.  Au Québec, le film attire cependant peu de spectateurs.